# Carl Haack
Carl Haack, né le 12 décembre 1841 à Schwerin, capitale du land de Mecklembourg-Poméranie-Occidentale, alors dans le Grand-duché de Mecklembourg-Schwerin et mort le 18 décembre 1908  dans la même ville, est un photographe allemand.

## Biographie
Carl Heinrich Friedrich Haack effectue des expériences de physique et de chimie dans sa jeunesse et possède son propre laboratoire dans la maison de ses parents. Après l'école secondaire, il étudie à l'École polytechnique de Hanovre. Il se consacre ensuite à la photographie à Vienne, où il prend la direction du studio photographique de la maison d'édition d'art Miethke & Wawra.
Il s'intéresse à la technique photographique et se livre à des expériences visant à l'amélioration des procédés. Il développe notamment la plaque sèche, inventée au Royaume-Uni par Richard Leach Maddox en 1871. En 1888, il vend sa propre usine de plaques sèches à Engelhardt & Schattera (plus tard : Langer & Co.). Il s'installe lui-même à Dresde et s'y consacre à la peinture.
De 1865 à 1896, il est membre de la Société photographique de Vienne.
Carl Haack meurt le 18 décembre 1908 dans sa ville natale, à l'âge de 67 ans.